# Хронологија радничког покрета и КПЈ 1934.
| претходна целина: ◄ 1920—1929. |                              |
| Хронологија радничког покрета и Комунистичке партије Југославије током 1930-их 1930. 1931. 1932. 1933. 1934. 1935. 1936. 1937. 1938. 1939. | следећа целина: 1940—1949. ► |

Хронолошки преглед важнијих догађаја везаних за Раднички покрет Југославије и Комунистичку партију Југославије (КПЈ), као и општа политичка дешавања која су се догодила у Краљевини Југославији током 1934. године.
| Јануар Фебруар Март Април Мај Јун Јул Август Септембар Октобар Новембар Децембар |

## Јануар

#### 2. јануар
- У Београду покренут илегални лист Комунист, који је био орган Покрајинског комитета КПЈ за Србију, а излазио је повремено до 1941. године.

#### 27. јануар
- Формирана нова Влада Краљевине Југославије на чијем се челу налазио Никола Узуновић, председник Југословенске националне странке (Влада је постојала до 20. децембра када је заменила Влада Богољуба Јевтића). У току мандата ове Владе извршен је атентат у Марсеју, у коме је страдао краљ Александар.

## Март

#### 2. март
- У затвору у Сремској Митровици избиле демонстрације 262 политичких затвореника (у затвору се тада налазило укупно 265 политичких затвореника, од чега су њих 202 били комунисти). Повод за демонстрације су биле посебно хладне тамне ћелије у којима је управник затвора Милан Браловић стално кажњавао неког од политичких затвореника (у тренутку почетка демонстрација у овим самицама су се налазили Станко Пауновић и Петар Грубор), што је био разлог њиховом честом разбољевању. Након два дана ове демонстрације су прерасле у једномесечни штрајк током кога су истакли пароле — Дајте нам хране, Дајте нам ваздуха, Хоћемо три сата слободне заједничке шетње и др. Штрајк политичких затвореника трајао је све до краја априла. Овај штрајк био је повод да Управа затвора оптужи 26 затвореника за њихово организовање, због чега им је било суђено до 13. до 15. јуна.[1][2][3]

## Јун

#### 8. јун
- Државни суд за заштиту државе осудио на дугогодишње затворске казне загребачке комунисте, ухапшене у провали децембра 1933. године. Осуђени су — Маријан Стилиновић, руководилац партијске технике ЦК КПЈ на 10 година и трајан губитак грађанских права; Никола Стиховић, техничар МК КПЈ за Загреб на 7 година затвора и трајан губитак грађанских права; Светислав Стефановић на 4 година робије и 5 година губитка грађанских права и Драгутин Саили, члан МК КПЈ за Загреб на годину и по затвора и 5 година губитка грађанских права.[4]

#### 13. јун
- У импровизованој судници у стражарској згради затвора у Сремској Митровици, пред Окружним судом из Сремске Митровице, отпочео процес против 26 политичких затвореника, који су били учесници демонстрација и штрајка, током марта и априла. На основу Закона о заштити државе, против њих је подигнута колективна оптужница која их је теретила за певање забрањених револуционарних песама. Оптужене је бранила група адвоката, коју су сачињавали — Бора Продановић, др Небојша Малетић, др Драгомир Исаковић, др Анте Рамљак и др. Ток суђења пратио је и париски адвокат Етјен Мило, кога је упутила Лига за заштиту права човека. Након три дана суђења, суд је 15. јуна донео пресуду којем су сви оптужени проглашени кривима. Радивој Давидовић Кепа осуђен је на три године затвора, а осталих 25 на две године. Међу осталих 25 затвореника налазили су се — Моша Пијаде, Иван Милутиновић, Ђуро Пуцар, Милорад Петровић, Павле Грегорић, Мустафа Пашић, Милан Мијалковић, Стеван Бољевић, Бранко Соларић, Антон Салај, Момчило Ђорђевић, Димитрије Алексић, Борислав Војниловић, Фрањо Јеловић, Бранимир Фридман, Ђуро Кожар, Конрад Винигерхолц, Бранко Бујић и др. Убрзо након суђења, већина осуђених је заједно са другим политичким затвореницима била пребачена у затвор у Лепоглави.[2][5]

## Октобар

#### 9. октобар
- У Марсеју, током службене посете Француској, извршен атентат тзв. „Марсејски атентат“ у коме је убијен краљ Александар Карађорђевић (1888—1934) и француски министар иностраних послова Луј Барту (1862—1934). Непосредни извршилац атентата био је Владо Черноземски Керин (1897—1934), кога је одмах по атентату линчовала маса, а организатори вође хрватске (Усташе) и македонске (ВМРО) политичке емиграције, потпомогнуте владајућим круговима Италије, Бугарске и Мађарске. Краљ Александар сахрањен је 18. октобра у Цркви Светог Ђорђа на Опленцу у Тополи, а на власти га је заменио син Петар (пошто је био малолетан земљом је до марта 1941. владало Намесништво).[6]

#### 11. октобар
- Малолетни Петар II Карађорђевић (рођен 1923) проглашен краљем Југославије, а у његово име земљом је владало Намесништво, у саставу — кнез-намесник Павле Карађорђевић, брат од стрица краља Александра; Раденко Станковићћ, сенатор и министар просвете и Иво Перовић, бан Савске бановине. Намесништво је владало све до 27. марта 1941, када је збачено војним пучем, а краљ проглашен пунолетним.[6]

## Децембар

#### 20. децембар
- Формирана нова Влада Краљевине Југославије на чијем се челу налазио Богољуб Јевтић, један од вођа Југословенске националне странке (Влада је постојала до 24. јуна 1935. када је заменила Влада Милана Стојадиновића).

| Јануар Фебруар Март Април Мај Јун Јул Август Септембар Октобар Новембар Децембар |